# IMA Journal of Mathematical Control and Information
La IMA Journal of Mathematical Control and Information es una publicación de Oxford University Press en nombre del Instituto de Matemáticas y sus Aplicaciones. La Revista publica artículos sobre teoría del control y la información que tienen como objetivo desarrollar soluciones para problemas no resueltos en este campo. 
A partir de 2020 la revista  se publica exclusivamente en línea.